# Ad-Dahhak ibn Qays aix-Xaybaní
Ad-Dahhak ibn Qays aix-Xaybaní (àrab: الضحاك بن قيس الشيباني, aḍ-Ḍaḥḥāk b. Qays ax-Xaybānī) fou un cap kharigita enfrontat al califa omeia Marwan II.
A la mort del califa al-Walid II (744), els kharigites es van revoltar a la Jazira i van avançar sobre Iraq dirigits per l'harurita Saïd ibn Bàhdal. Quan aquest va morir a causa de la pesta, el seu lloc el va ocupar el seu lloctinent, ad-Dahhak. Els sufrites de Xahrizur, que s'oposaven pel control d'Armènia i Azerbaidjan al governador omeia Marwan ibn Muhàmmad —futur califa Marwan II—, li van donar suport.
A l'Iraq hi havia dos governadors rivals: Abd-Al·lah ibn Úmar, fill d'Úmar ibn Abd-al-Aziz, lleial al califa Yazid III i amb suport dels àrabs iemenites; i an-Nadr ibn Saïd al-Haraixí, nomenat per Marwan II i que tenia el suport dels àrabs mudarites. Els dos governadors van fer causa comuna contra els kharigites, però foren derrotats prop de Kufa, que fou evacuada, l'abril/maig de 745. Ibn al-Haraixí va dirigir-se als dominis de Marwan II, mentre que Ibn Úmar es va refugiar a la fortalesa de Wasit, on fou assetjat per ad-Dahhak fins que es va rendir, el juliol/agost de 745. Ibn Úmar va haver de prestar homenatge al cap rebel, tot i ser quraixita i omeia.
Ad-Dahhak, aleshores senyor de la regió de Kufa, va ser cridat llavors pels habitants de Mossul, hi va anar i va ocupar la ciutat, foragitant-ne els oficials omeies. Segons l'historiador Ibn Kathir, la invitació dels habitants de Mossul li hauria arribat mentre es dirigia contra Marwan II. En aquell moment els kharigites tenien molt de suport popular i es diu que ad-Dahhak comptava amb un exèrcit de 120.000 homes. Fins i tot l'omeia Sulayman ibn Hixam, fill del califa Hixam ibn Abd-al-Màlik (724–743), li va donar suport, amb els seus mawles i soldats. Marwan II, que en aquell moment estava assetjant Homs, va enviar el seu fill Abd-Al·lah ibn Marwan des de Harran contra ad-Dahhak, però el príncep fou derrotat i va quedar assetjat a Nissibin. Quan Marwan II, que havia ocupat Homs, va poder marxar en persona contra ad-Dahhak i els dos exèrcits es van enfrontar a al-Ghazz, al territori de Kafartutha, entre aquesta ciutat i Ras al-Ayn, l'agost/setembre de 746, ad-Dahhak fou derrotat i mort. El seu cadàver fou trobat l'endemà de la batalla. El seu successor, Khaybarí, va voler reprendre l'atac, però fou igualment derrotat i mort.